# Azincourt
Azincourt is een gemeente in het Franse departement Pas-de-Calais. De gemeente telt 303 inwoners (2012). Azincourt ligt op 20 kilometer van Saint-Pol-sur-Ternoise en op 10 kilometer van Hesdin.

## Geschiedenis
Een oude vermelding van de plaats dateert uit de 12de eeuw als Aisincurt. De naam van de gemeente vindt zijn oorsprong in het Romaanse Askion Curtis of boerderij van Askio, een Germaanse mannennaam. Azincourt lag in het Graafschap Artesië. De kerk van Azincourt had die van Ambricourt en van Maisoncelle als hulpkerken.

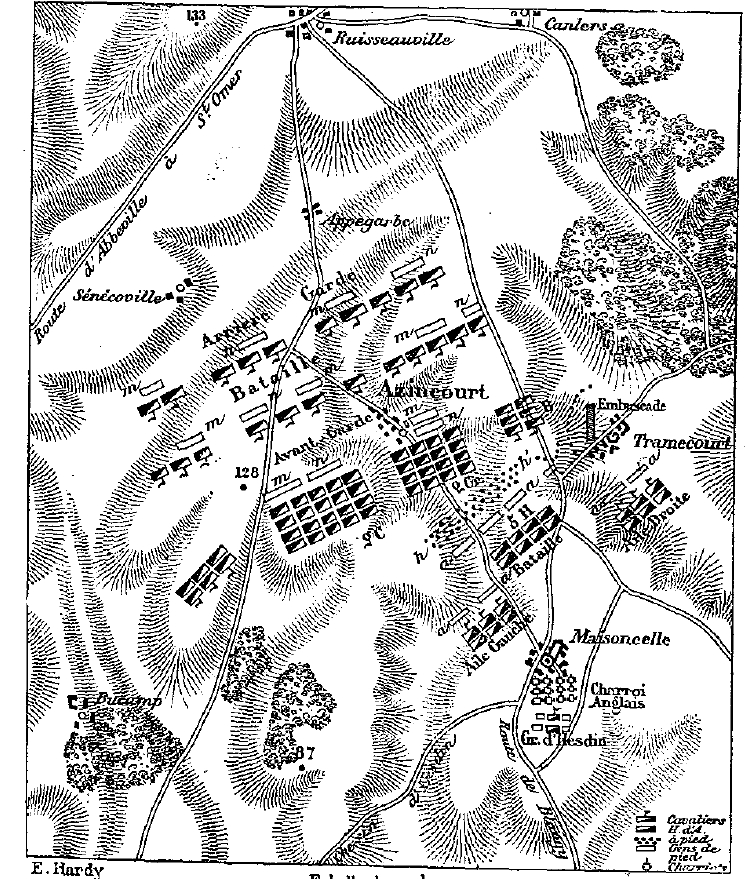
Slag bij Azincourt

Tijdens de Honderdjarige Oorlog werd op 25 oktober 1415 de slag bij Azincourt geleverd tussen Franse en Engelse troepen. In de Engelse geschiedenisboeken is de slag bekend als de Slag bij Agincourt. Leden van de eigenaar van het land van Azincourt, Renaud en zijn zoon Walierand, kwamen om bij de slag. Deze familie bezat, tot ze uitstierf in de 16e eeuw, een kasteel met een vesting in Azincourt. Opgravingen in 1976 hebben een deel van de fundering van het inmiddels verdwenen kasteel blootgelegd.

## Geografie
De oppervlakte van Lambres bedraagt 8,46 km², de bevolkingsdichtheid is 36 inwoners per km². In het zuiden van de gemeente ligt het gehucht Bucamps. In het noorden liggen de kleinere gehuchtjes Sénécoville en Happegarbe, en in het oosten het gehuchtje La Gacogne.
De onderstaande kaart toont de ligging van Azincourt met de belangrijkste infrastructuur en aangrenzende gemeenten.

## Demografie
Onderstaande figuur toont het verloop van het inwonertal (bron: INSEE-tellingen).

## Bezienswaardigheden
- De Église Saint-Nicolas

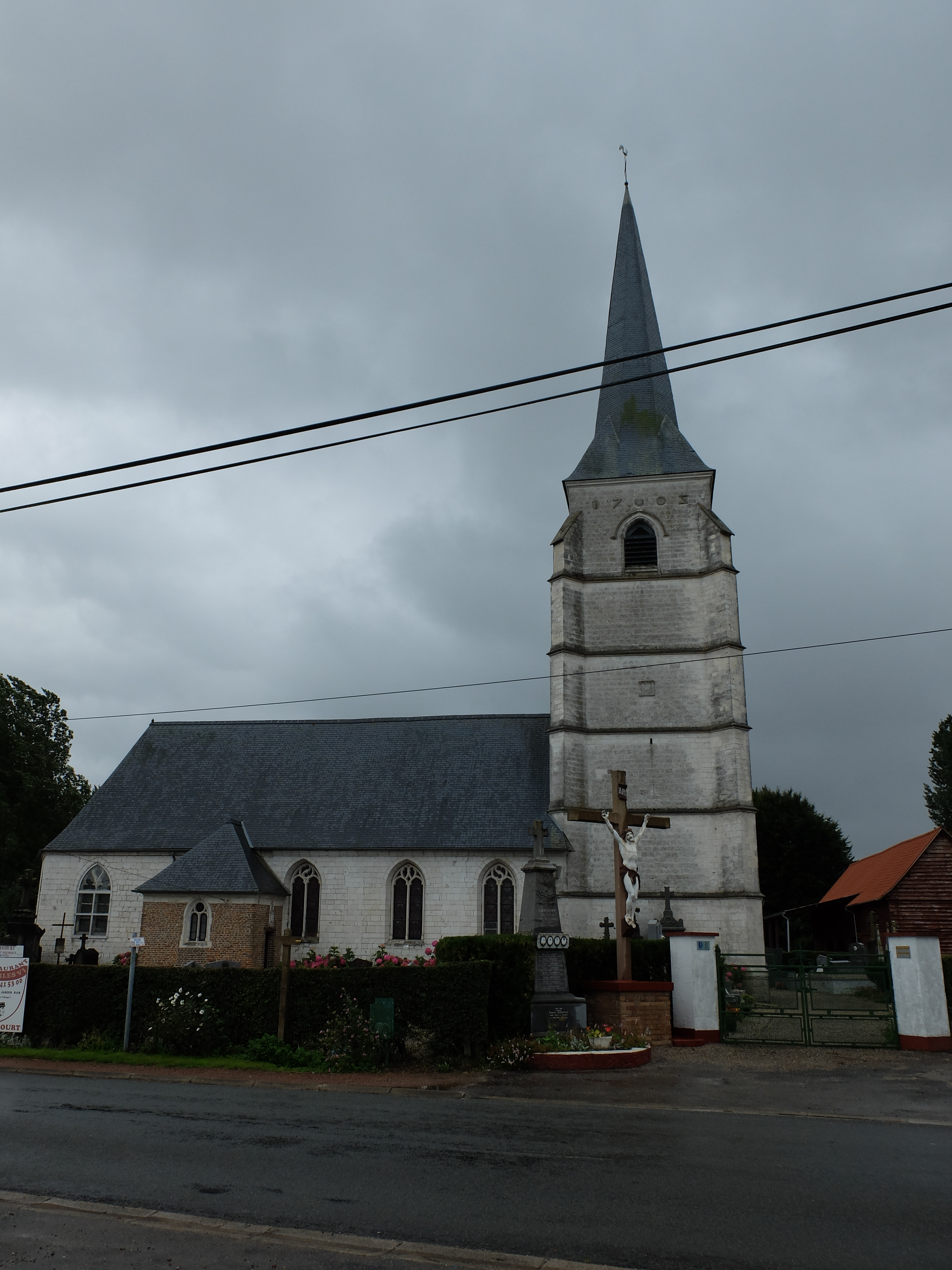
Église Saint-Nicolas

- Het Centre Historique Médiéval d'Azincourt, een museum rond de Slag bij Azincourt

## Bekende inwoners van Azincourt

### Overleden
- Karel I van Albret (1368-1415), graaf van Dreux
- Jan van Brederode (ca.1372-1415), heer van Brederode
- Eduard van Norwich (ca.1373-1415), hertog van York
- Anton van Bourgondië (1384-1415), hertog van Brabant en Limburg
- Jan I van Alençon (1385-1415), hertog van Alençon
- Filips van Nevers (1389-1415), graaf van Nevers